# Gonczy polski

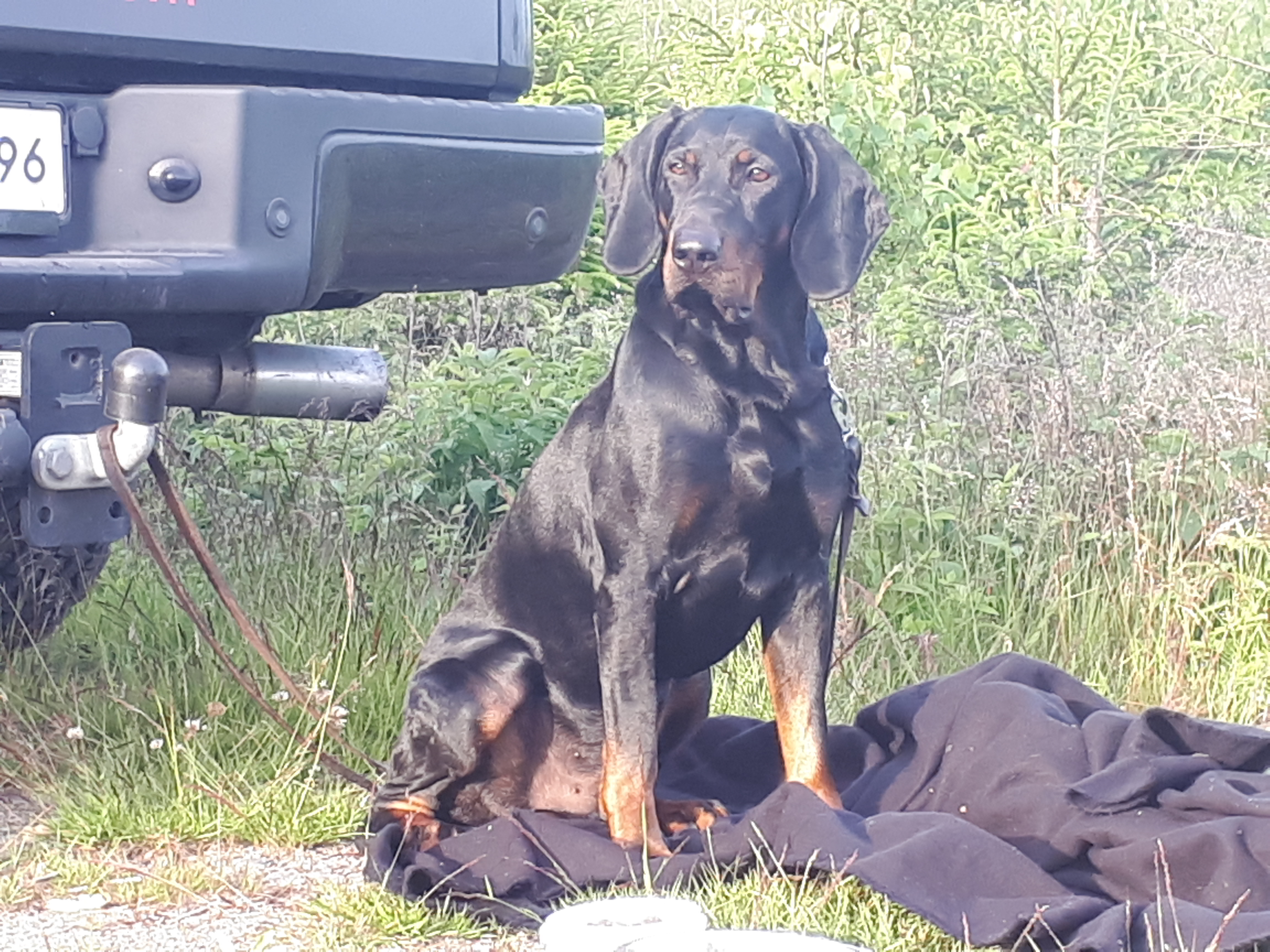
Gonczy polski.

Gonczy polski (polsk jakthund) är en hundras från Polen. Den är en drivande hund av braquetyp. Rasen används till drevjakt på framförallt vildsvin och hjort. Rasen finns beskriven sedan 1819. Gonczy polski är den tyngre och mer lågställda av de båda polska stövarraserna. Färgen är svart eller brun med tanteckning eller enfärgat röd.

## Egenskaper
Rasen är främst lämpad för vildsvinsjakt, men även för rovdjursjakt. Den är oftast mycket orädd. Gonczy polski driver med skall och den står även kvar och ståndskallar, om viltet stannar på samma plats. Rasen lämpar sig även mycket väl till att utföra eftersök på skadat vilt. Rasen är känd för att vara en snabb ”upptagare” som driver med ett tätt och nyanserat skall. Det är bra hörbarheten på skallet. Under jakten ger den skall med en karaktäristisk melodi i olika tonlägen, högre för tikar.
Gonczy polski skall ha stabil mentalitet och vara vänlig. Den är mycket modig och kan även uppvisa oförskräckthet. Den anses intelligent och är lättlärd. Den skall inte vara aggressiv, men förhåller sig avvaktande mot främmande. Utöver dess kvaliteter som jakthund måste läggas att den lämpar sig som vakthund.

## Utseende
Den skall vara rektangulärt byggd som 9:10. Tassarna är väl slutna och har mycket hårbeklädnad runt trampdynorna som ger mycket hållbara tassar.
Färgen är svart med tanteckning: Tanteckningen skall vara väl avgränsad från det svarta. Tanfärgen förekommer i olika nyanser. Färgen skall vara mycket intensiv. Brun med tanteckning. Röd med svart, brun eller köttfärgad nostryffel. Den röda pälsen kan även ha något svärtade hårspetsar, s.k. charbonné. Placering av tantecken: över ögonen, på nospartiet, på framsidan av halsen, i bringan, på nederdelen av benen, bakom och på insidan av låren, runt anus och på undersidan av svansen. Smärre vita markeringar på tår och bringa är tillåtet.

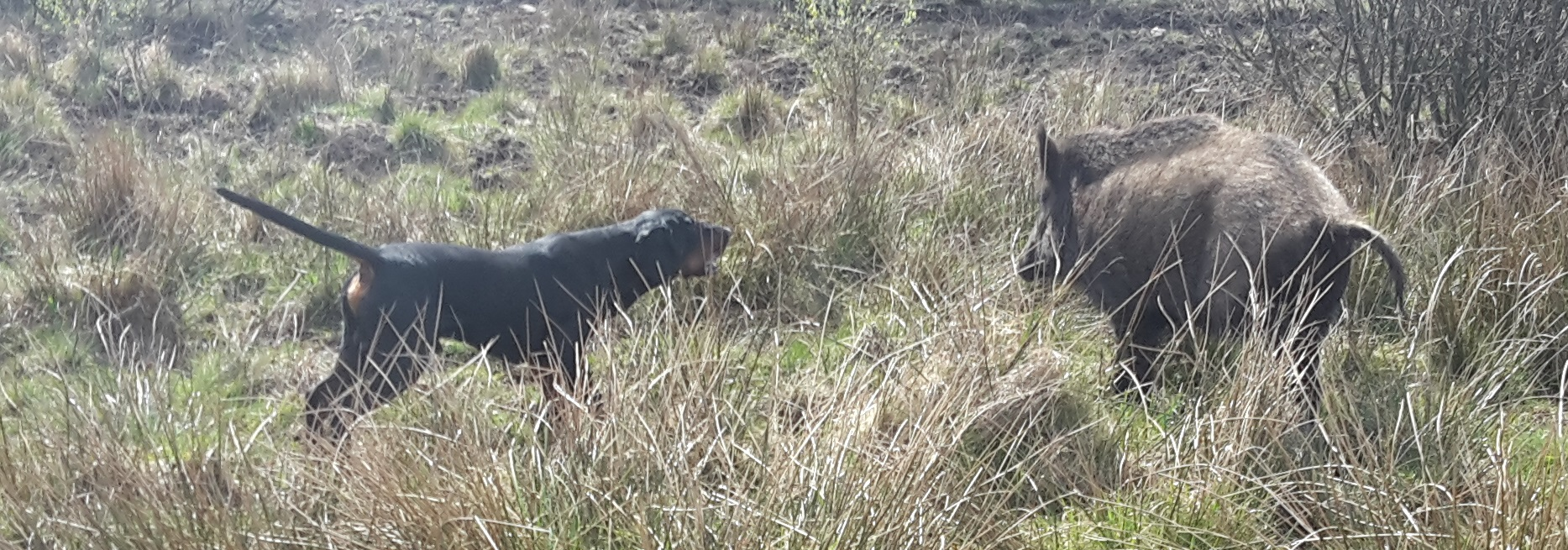
En gonczy polski tränar med vildsvin.